# Piracés (kommunhuvudort)
Piracés är en kommunhuvudort i Spanien.   Den ligger i provinsen Provincia de Huesca och regionen Aragonien, i den nordöstra delen av landet, 300 km nordost om huvudstaden Madrid. Piracés ligger 423 meter över havet och antalet invånare är 103.
Terrängen runt Piracés är lite kuperad. Runt Piracés är det mycket glesbefolkat, med 3 invånare per kvadratkilometer. Närmaste större samhälle är Huesca, 16,4 km nordväst om Piracés. Trakten runt Piracés består till största delen av jordbruksmark.